# Bartholomeus Breenbergh
Bartholomeus Breenbergh (před 13. listopadem 1598 – po 3. říjnu 1657) byl nizozemský malíř krajinář. V letech 1619 až 1630 působil v Římě, od roku 1630 do 1657 v Amsterdamu. 

## Životopis
O jeho počátcích toho není mnoho známo. Nizozemský malíř a životopisec Arnold Houbraken v prvním svazku svého třídílného De groote schouburgh der Nederlantsche konstschilders en schilderessen (Velké divadlo nizozemských malířů) prosil laskavé čtenáře, aby mu napsali další informace o životě tohoto malíře. Podle zpráv, které dostal se Breenbergh narodil v Utrechtu a byl mistrem u Cornelise van Poelenburgha. Houbraken usoudil, že podle informací, které již měl, to není možné, a to vzhledem k datům narození a úmrtí těchto malířů. Poelenburg se narodil v roce 1586 a Breenberg zemřel v roce 1660. Houbraken nikdy informace, o které čtenáře požádal, nedostal. I přesto Breenbergha znovu uvedl ve svém druhém svazku v seznamu 59 kvalifikovaných malířů, kteří byli současníky Abrahama Bloemaerta  a Pauluse Pottera. Podle Nizozemského institutu pro historii umění (Netherlands Institute for Art History-RKD) se Breenbergh narodil v nizozemském městě Deventer, ale po smrti svého otce v roce 1607 se přestěhoval i se zbytkem rodiny, a to pravděpodobně do nizozemského města Hoorn. Tam byl současníkem Jacquesa Wabena a možná zde získal první malířské zkušenosti. Jeho prvním učitelem měl být jeden z mnoha zapomenutých amsterdamských malířů krajinářů z roku 1610. Jeho registrovaní učitelé jsou Pieter Lastman a Jacob Symonsz Pynas.

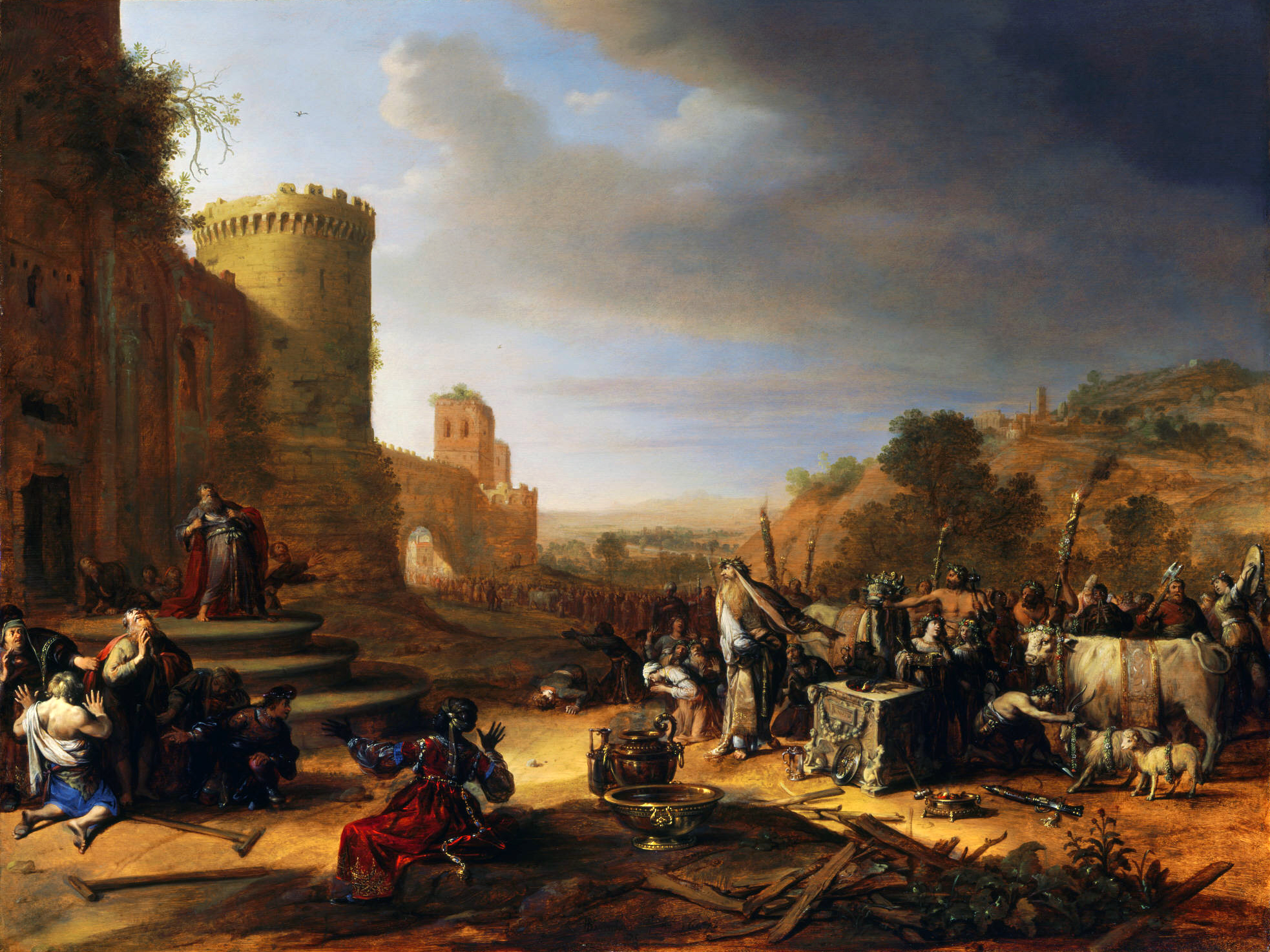
Bartholomeus Breenberg, Svatí Pavel a Barnabáš u Lystry (Obětování u Lystry) z roku 1637, Princeton University Art Museum

První záznam o Breenberghovi jako malíři pochází z Amsterodamu, z archivních záznamů z roku 1619. Dá se předpokládat,  že malíř zde pracoval již před tímto rokem. Ve stejném roce odešel Breenbergh do Říma. Tam žil a spolupracoval s vlámským malířem Fransem van de Kasteelem a byl silně ovlivněn jiným vlámským umělcem, krajinářem Paulem Brilem. Po roce 1623 jej však okouzlila italská krajina a byl ovlivněn prací Cornelise van Poelenburgha – mnohdy je těžké díla Breenbergha a van Poelenburgha rozlišit. Breenbergh byl také ovlivněn Nicolaesem Moeyaertem, on sám pak dále ovlivnil francouzského malíře Clauda Lorraina, který přišel do města kolem roku 1620. V roce 1620 se Breenbergh stal jedním ze zakladatelů spolku holandských a vlámských malířů, Bentvueghels, mezi nimiž byl přezdíván het fret (fretka). V roce 1630 se Breenbergh vrátil do Amsterdamu. V roce 1633 se oženil a získal roční plat 60 liber od dvora anglického krále Karla I. Stuarta. Zůstal v Amsterdamu až do své smrti. Vytvořil zde oblíbené obrazy a lepty italských staveb. Byl ovlivněn pre-Rembrandtisty jako Pieter Lastman a Nicolaes Moeyaert. Jejich mytologické a biblické scény přenesl do italské krajiny. Jeho jediným registrovaným žákem je Jan de Bisschop. Byl jeho žákem od roku 1640 až do roku 1648. Breenbergh svým dílem ovlivnil takové malíře jako byli Jan Linsen, Scipione Compagno, Laurens Barata,  Charles Cornelisz. de Hooch, Pieter Anthonisz. van Groenewegen, Francois van Knibbergen a Catharina van Knibbergen.